# Aenictus lifuiae
Aenictus lifuiae är en myrart som beskrevs av Mamoru Terayama 1984. Aenictus lifuiae ingår i släktet Aenictus och familjen myror. Inga underarter finns listade i Catalogue of Life.